# Вальтер Ріссе
Вальтер Ернст Ріссе (нім. Walter Ernst Risse; 13 грудня 1892, Гайтгайн — 21 червня 1965, Гамбург) — німецький воєначальник, генерал-лейтенант вермахту. Кавалер Лицарського хреста Залізного хреста з дубовим листям.

## Біографія
1 квітня 1914 року вступив однорічним добровольцем в 2-гу матроську дивізію. Учасник Першої світової війни. З 1 жовтня по 1 листопада 1915 року навчався в училищі підводників в Кілі. З 1 листопада 1915 року — вахтовий офіцер на підводних човнах SM UC-11, SM U-17, SM UB-20, SM UB-36 та SM UC-58. З 1 жовтня по 3 грудня 1918 року — командир навчального підводного човна SM UB-5. В 1920 року демобілізований і 11 грудня 1920 року вступив в поліцію. 1 жовтня 1935 року перейшов у вермахт. З 1 лютого 1939 року — командир 2-го батальйону 37-го піхотного полку
В серпні 1939 року очолив 474-й піхотний полк 254-ї піхотної дивізії. Учасник Французької кампанії та Німецько-радянської війни, відзначився у боях під Ревелем. З 25 вересня 1942 року — командир 225-ї піхотної дивізії, з якою взяв участь у важких боях на Ленінградському напрямку, в районі Ладоги. Наприкінці війни воював у Курляндії. 9 травня 1945 року здався в полон радянським військам в Прієкуле. 19 липня 1949 року військовим трибуналом засуджений до 25 років таборів. 6 жовтня 1955 року переданий владі ФРН та звільнений.

## Звання
- Однорічний доброволець (1 квітня 1914)
- Віцештурман резерву (1 червня 1915)
- Лейтенант-цур-зее резерву (16 листопада 1915)
- Капітан далекого плавання (1 липня 1919)
- Лейтенант Імперської водної оборони (1 вересня 1920)
- Оберлейтенант-цур-зее резерву запасу (1 грудня 1920)
- Лейтенант поліції (1 грудня 1920)
- Оберлейтенант поліції (1 червня 1921)
- Гауптман поліції (30 листопада 1932)
- Гауптман земельної поліції (1 січня 1933)
- Майор земельно поліції (1 червня 1935)
- Майор (1 жовтня 1935)
- Оберстлейтенант (1 квітня 1938)
- Оберст (20 квітня 1941)
- Генерал-майор (1 листопада 1942)
- Генерал-лейтенант (4 серпня 1943)

## Нагороди
- Залізний хрест 2-го і 1-го класу
- Орден Альберта (Саксонія), лицарський хрест 1-го класу з мечами
- Ганзейський хрест (Гамбург)
- Нагрудний знак підводника (1918)
- Почесний хрест ветерана війни з мечами
- Медаль «За вислугу років у Вермахті» 4-го, 3-го, 2-го і 1-го класу (25 років)
- Застібка до Залізного хреста
  - 2-го класу (15 травня 1940)
  - 1-го класу (4 червня 1940)
- Штурмовий піхотний знак в сріблі
- Лицарський хрест Залізного хреста з дубовим листям
  - лицарський хрест (22 вересня 1941)
  - дубове листя (№704; 18 січня 1945)
- Медаль «За зимову кампанію на Сході 1941/42»
- Німецький хрест в золоті (30 вересня 1944)
- Відзначений у Вермахтберіхт
  - «У важких боях третьої курляндської битви північнонімецька 225-та піхотна дивізія під керівництвом генерал-лейтенанта Ріссе та 12-та Померанська танкова дивізія під керівництвом генерал-лейтенанта барона фон Боденгаузена відзначилися видатною стійкістю.» (28 грудня 1944)